# Le Monastier-Pin-Moriès
Le Monastier-Pin-Moriès är en kommun i departementet Lozère i regionen Occitanien i södra Frankrike. Kommunen ligger i kantonen Saint-Germain-du-Teil som tillhör arrondissementet Mende. År 2018 hade Le Monastier-Pin-Moriès 958 invånare.

## Befolkningsutveckling
Antalet invånare i kommunen Le Monastier-Pin-Moriès
| Referens: INSEE |